# Erich Berko
Pour les articles homonymes, voir Berko.
Erich Berko est un footballeur germano-ghanéen né le 6 septembre 1994 à Ostfildern. Il évolue au poste d'attaquant au SV Sandhausen.

## Palmarès

### En équipe nationale
- Allemagne -17 ans
  - Finaliste du championnat d'Europe des moins de 17 ans en 2011